# Midões (Tábua)

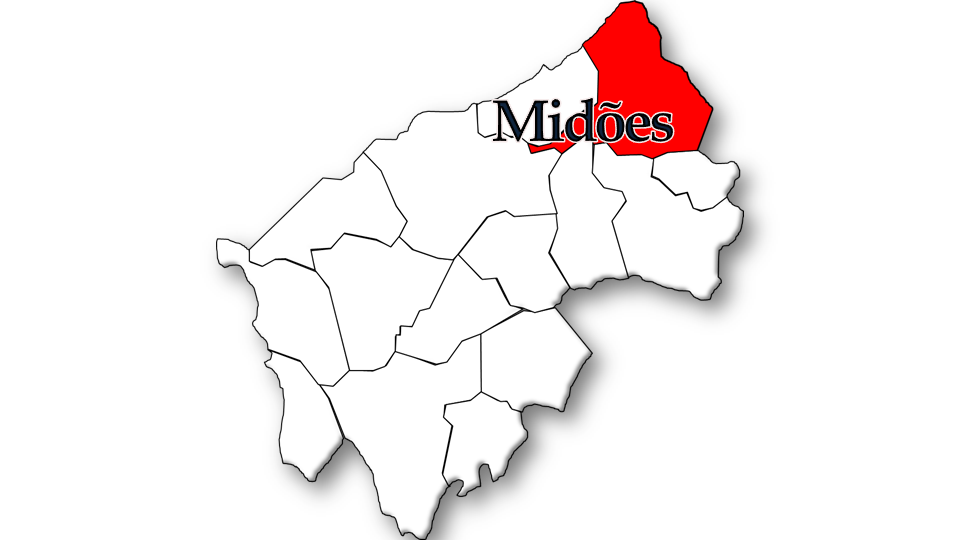
Localização no Município de Tábua

Midões é uma povoação portuguesa sede da Freguesia de Midões do Município de Tábua, freguesia com 19,98 km² de área e 1574 habitantes (censo de 2021), tendo, por isso, uma densidade populacional de 78,8 hab./km².
Midões foi vila e sede do então concelho de Tábua, com foral novo de 1514. Era constituído até ao início do século XIX pelas freguesias da sede e de Póvoa de Midões. Tinha, em 1801, 2035 habitantes e 29 km². Mais tarde foram-lhe anexadas as freguesias de Candosa, Covas e Vila Nova de Oliveirinha. Em 1849 tinha 6282 habitantes e 63 km². O Concelho foi suprimido em 1853.   

## Demografia
A população registada nos censos foi:
| Distribuição da População por Grupos Etários | Distribuição da População por Grupos Etários | Distribuição da População por Grupos Etários | Distribuição da População por Grupos Etários | Distribuição da População por Grupos Etários |
| -------------------------------------------- | -------------------------------------------- | -------------------------------------------- | -------------------------------------------- | -------------------------------------------- |
| Ano                                          | 0-14 Anos                                    | 15-24 Anos                                   | 25-64 Anos                                   | > 65 Anos                                    |
| 2001                                         | 243                                          | 222                                          | 836                                          | 456                                          |
| 2011                                         | 190                                          | 186                                          | 876                                          | 473                                          |
| 2021                                         | 183                                          | 110                                          | 770                                          | 511                                          |

## Figuras Históricas
- Roque Ribeiro de Abranches Castelo Branco, Visconde de Midões
- João Brandão
- Basílio Freire Caeiro da Mata, Visconde do Vinhal

## Cronologia
- 955 - D. Muna doa as terras de Midões ao mosteiro de Lorvão
- 1133 - D. Afonso Henriques couta Midões a favor do mosteiro de Lorvão
- 1169 - D. Afonso Henriques doa parte de Midões a favor da Sé de Coimbra
- 1257 - D. Marinha Gomes, abadessa do Lorvão, dá foral à sua parte de Midões (atual Coito)[5]
- 1514, 12 Setembro - D. Manuel I outorga foral novo a Midões[6][7]
- 1855, 31 de dezembro - o concelho de Midões é extinto e a vila integrada no concelho te Tábua[6]

## Património

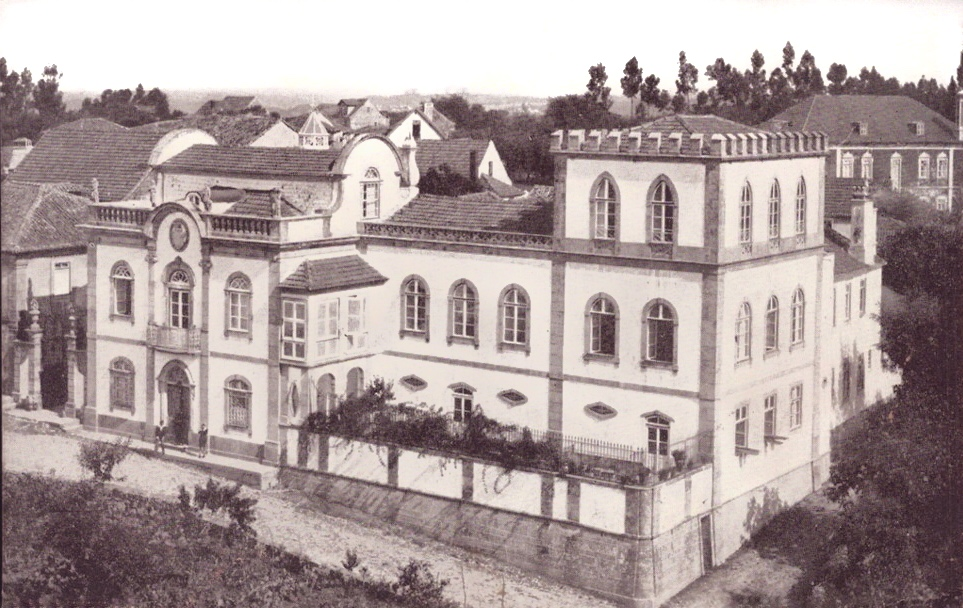
Também conhecido como Palácio das Quatro Estações

É muito vasto o património da freguesia de Midões, no qual devemos destacar:
- Igreja Matriz, dedicada a Nossa Senhora das Neves
- Pelourinho de Midões
- Palácio de Midões (Palácio das Quatro Estações)
- Solar do Ribeirinho (Midões)
- Solar dos Sousa Machado
- Solar dos Soares de Albergaria (Midões)
- Capela de Nossa Senhora das Dores (Midões) - Midões
- Capela de São Miguel - Outeiro de S. Miguel
- Pelourinho do Coito
- Capela de São Sebastião, com lápides romanas- Coito
- Ponte Romana de Sumes
- Ponte de S. Geraldo
- Casa de João Brandão, no Casal da Senhora - Casal da Senhora
- Capela de Nossa Senhora do Campo - Casal da Senhora
- Capela de Santa Ana - Vila do Mato
- Ponte Romana da Vila do Mato
- Capela de Santo Amaro- Santo Amaro
- Capela de Nossa Senhora da Esperança- Touriz
- Casa do Esporão
- Viaduto Romano de Vasco
- Fonte da Caricha

Em relação ao património natural devemos ainda salientar o outeiro de São Miguel, o rio de Cavalos, o rio Seia e o rio Mondego.

## Folclore e Tradições
O rancho folclórico do Grupo Cultural da Freguesia de Midões é o principal embaixador do folclore da freguesia, levando o nome e as tradições folclóricas da freguesia aos mais diversos locais do país.